# Pyrenacantha repanda
Pyrenacantha repanda är en tvåhjärtbladig växtart som beskrevs av Elmer Drew Merrill. Pyrenacantha repanda ingår i släktet Pyrenacantha och familjen Icacinaceae. Inga underarter finns listade i Catalogue of Life.